# Batu Sembilan Cheras
Batu Sembilan Cheras – miasto w Malezji w stanie Selangor. Według danych szacunkowych na rok 2007 liczy 430 355 mieszkańców. Ośrodek przemysłowy.